# José Manuel Broto Gimeno
José Manuel Broto Gimeno (Zaragoza 1949) es un pintor español.

## Biografía
Nace en Zaragoza en 1949. Realiza estudios en la Escuela de Artes y Oficios de Zaragoza. En 1972 se va a vivir a Barcelona, en 1985 traslada su residencia a París. Tras diez años en la capital francesa en los que coincide con otros artistas españoles como Miquel Barceló, Miguel Ángel Campano, José María Sicilia, se traslada a Mallorca. 
Ha sido premiado con el Premio Nacional de Artes Plásticas de España en 1995. En 1997 recibe el Premio ARCO de la Asociación de Críticos, en 2003 el Premio Aragón Goya de Grabado y en 2018 obtiene el premio Xam de Artes Plásticas en homenaje a Pedro Quetglas Ferrer "Xam".

## Trayectoria artística
En su primera exposición en 1968 su trabajo está en línea con el constructivismo. En colaboración con otros artistas y periodistas funda el grupo Trama, que publica su primera revista en 1976. Este grupo trabaja más el campo de la abstracción frente al conceptualismo artístico de ese momento. A comienzo de los años ochenta su trabajo lo realiza en cuadros de grandes dimensiones en los que presta especial atención al color y las cualidades expresivas. En los últimos años su pintura se hace más simplificada en cuanto a los materiales y las formas, aunque introduce temas nuevos como figuras espaciales, transparencias, formas atmosféricas, etc.
Su obra se puede encontrar en diversos museos y colecciones como:
- Museo de Arte Abstracto Español, Cuenca
- FRAC (Fond Regionaux D'Art Contemporain), Midi-Pyrénées. Francia
- The Chase Manhattan Bank, Nueva York, EE. UU
- Fundación Juan March, Madrid
- Museo Nacional Centro de Arte Reina Sofía, Madrid
- The Metropolitan Museum of Art, Nueva York, EE. UU
- FNAC (Fond National d'Art Contemporain), París, Francia
- The Kampo Collection, Tokio, Japón
- Fundación A. Tàpies, Barcelona
- The DOVE Collection, Zúrich, Suiza
- Ateneum Museum, Helsinki, Finlandia
- Fundación Peter Stuyvesant, Ámsterdam, Holanda
- Fundación Maeght, Francia
- Colección Arte Contemporáneo, Fundación ”la Caixa”, Barcelona
- Colección Preussag, Hanover, Alemania
- IVAM, Valencia
- Colección Iberdrola